# I Wanna Be Your Dog
„I Wanna Be Your Dog“ ist ein Lied der US-amerikanischen Rockband The Stooges aus dem Jahr 1969. Es erschien auf dem nach ihnen selbst benannten Debütalbum The Stooges. Charakteristisch ist ein eingängiger Gitarrenriff, bestehend aus nur drei Akkorden (G, F♯ und E), der während des Liedes beständig, bis auf zwei kurze Überleitungen von je 4 Takten, wiederholt wird.
Die Stooges konnten sich in diesem Lied mit einem lärmenden und verzerrten Gitarrenintro, einem repetitiven, aus einem Ton bestehenden Piano-Riff (gespielt vom Produzenten John Cale) und dem gradlinigen und treibenden Beat als Vorreiter des Punk-Rock-Sounds etablieren.

## Inhalt
Der Liedtext wurde damit beschrieben, dass er Gefühle von verdeckter Wollust und Selbstverachtung hervorruft. Dies wird als eine Anspielung auf eine Gesellschaft der Entfremdung und arbeitserfüllter Eintönigkeit interpretiert, dem industriellen Michigan der 1960er Jahre. Dieser Bruch mit der Arbeiterklasse fand später in den Werken der Sex Pistols und Public Image Limited ein breites Echo.

## In den Medien

### Film & Fernsehen
- CBGB, Iggy Pop singt es zusammen mit Debbie Harry auf der Bühne
- Bube, Dame, König, grAS
- Transporter 3
- Friday Night Lights – Touchdown am Freitag
- The Crow: City of Angels, in dem Iggy Pop den Bösewicht Curve spielt
- Die purpurnen Flüsse 2 – Die Engel der Apokalypse
- The Runaways
- Sid and Nancy
- Sorry, ein Skateboard-Video von Flip Skateboards
- Skins – Hautnah: Folge 2.9 (Cassie)
- How I Met Your Mother: Folge 2.16 (Stuff)
- Dogtown and Z-Boys, ein Dokumentarfilm
- Faster
- Cruella, Disney-Film aus dem Jahr 2021
- Sex Education: Folge 4.2 (Folge 2)

### Computerspiele
- Vietcong
- Grand Theft Auto IV, in dem Iggy Pop als Radio-DJ auftritt
- Download-Pack The Stooges 01 der Rock-Band-Serie

## Coverversionen
- David Bowie, Live gespielt auf der Glass Spider Tour im Jahr 1987.
- Joan Jett and the Blackhearts, auf ihrem Album Up Your Alley.
- Sid Vicious, auf dem Sex-Pistols-Livealbum Raw and Live.
- Sonic Youth, auf ihrem Album Confusion is Sex.
- Uncle Tupelo, auf ihrer Compilation 89/93: An Anthology. Die Coverversion erschien auch als Bonus-Track auf der Wiederveröffentlichung ihres Albums March 16–20, 1992 im Jahr 2003.
- Breathing Fire auf dem Album Years of Lead
- Slayer, parodieren auf ihrem Album Undisputed Attitude das Lied mit verändertem Text und dem Titel I’m Gonna Be Your God.
- Vicious White Kids spielten das Lied live in ihrer einzigen Show am 15. August, 1978, im Electric Ballroom.[3]
- Mephisto Waltz auf ihrem Album The Eternal Deep.
- bob hund, eine schwedische Interpretation des Lieds namens Din Hund (Dein Hund) findet sich auf ihrem Album 10 år bakåt & 100 år framåt.
- The House of Love, (Live-Version) auf House Of Love Disc 2: Singles, B-Sides, Rarities.
- Émilie Simon, auf ihrem Album Émilie Simon.
- World of Skin, ein Nebenprojekt der amerikanischen Post-Punk-Band Swans, nahm eine akustische Version des Lieds in Form eines Klagelieds auf, welches auf der Compilation Children of God/World of Skin veröffentlicht wurde.
- Hotel Rock’n’Roll, erster Song im Film (die Hotelband spielt).
- Dakar & Grinser, auf ihrem Debüt-Album Are You Really Satisfied Now im Jahr 1999.
- Schauspieler John McCrea sang das Stück in dem Film Cruella von 2021.[4]

## Trivia
- Im Jahr 2013 rangierte das Lied auf Platz 445 der  500 besten Songs aller Zeiten des Rolling Stone Magazine.[5]
- Pitchfork Media platzierte das Lied auf Platz 16 der „200 Greatest Songs of the 1960s“.[6]